# Мартинес, Серхио Габриэль
Серхио Габриэль Мартинес (исп. Sergio Gabriel Martinez; 21 февраля 1975, Кильмес, Аргентина) — аргентинский боксёр-профессионал, выступавший в среднем весе (ранее — в первом среднем и полусреднем) весовой категории.
Бывший чемпион в среднем весе по версии WBC и WBO, обладатель Бриллиантового пояса WBC. В 2012 году снова завоевал титул чемпиона мира по версии WBC. Боксёр года по версии журнала The Ring (2010).Чемпион мира по версии IBO в первом среднем весе.

## Ранняя спортивная карьера
Спортивная карьера Мартинеса началась с профессионального велоспорта и футбола.
Начал заниматься боксом в 20 лет. В 1997 году завоевал титул чемпиона Аргентины.
Принимал участие на чемпионате мира по боксу 1997 года. Выиграл в первом туре Яни Рухалу, а во втором отборочном поединке проиграл румынскому боксёру, Адриану Дьякону.

## Профессиональная боксёрская карьера
Дебютировал в декабре 1997 года в полусреднем весе. Первое время проводил низкорейтинговые поединки с малоизвестными боксёрами, преимущественно в Аргентине.
19 февраля 2000 года проиграл нокаутом более опытному мексиканскому боксёру, Антонио Маргарито. Поединок был очень тяжёлым для обоих, но с четвёртого раунда Маргарито навязывал свой темп, и в 7-м раунде рефери прекратил поединок зафиксировав победу техническим нокаутом мексиканцу.
В 2001 году завоевал титул чемпиона Аргентины в полусреднем весе.
2 февраля 2002 года победил опытного боксёра, Франсиско Антонио Мора (34-3)

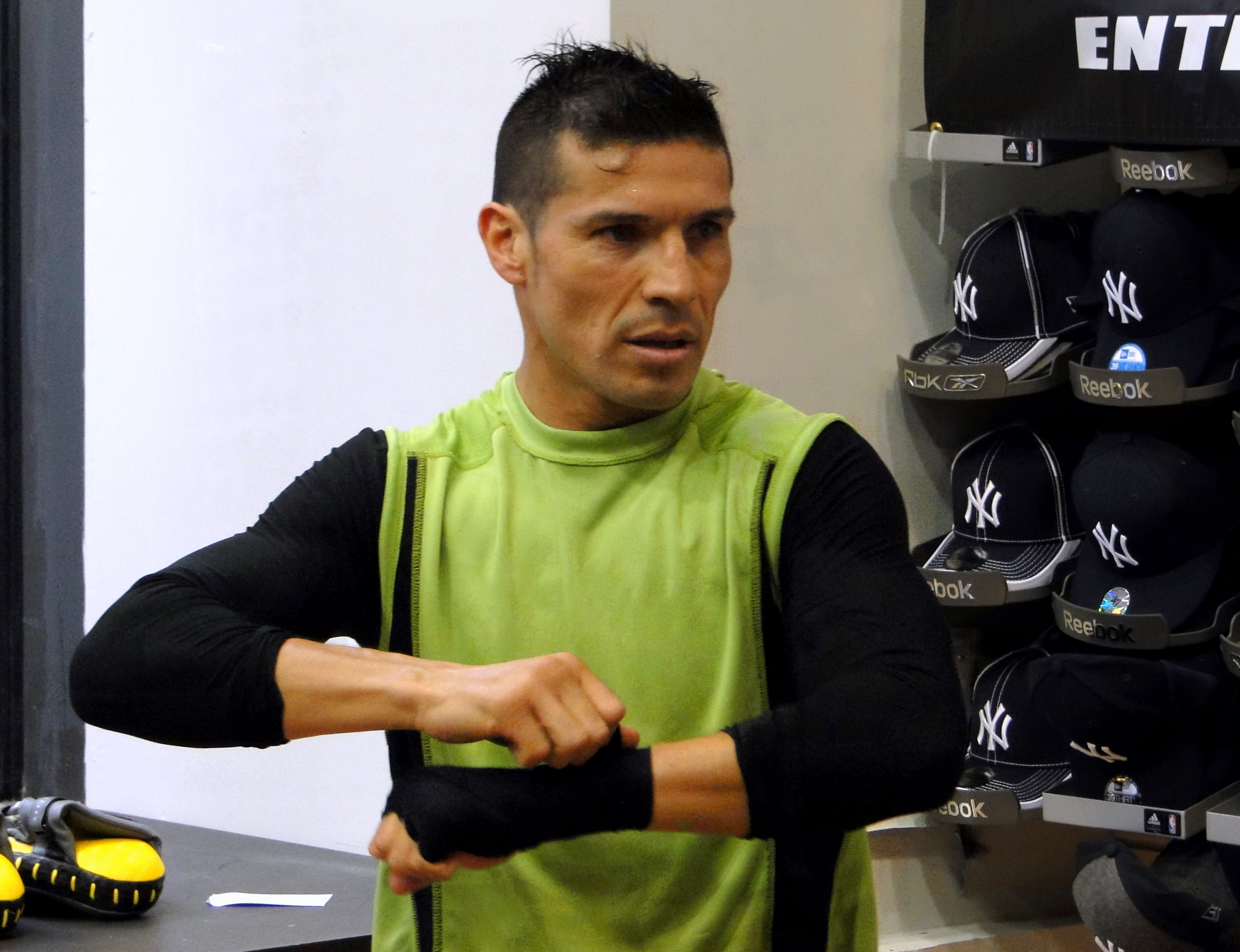

21 июня 2003 года, Мартинес победил британца Ричарда Уильямса и завоевал титул чемпиона мира по версии IBO в первом среднем весе.
В октябре 2003 года защитил титул IBO нокаутом в бою с бывшим чемпионом по этой версии, британцем Адрианом Стоуном (33-4-2).
В 2005 году нокаутировал боксёра из России Альберта Арепитяна (18-1). В 11-м раунде Серхио трижды отправлял Арепитяна на канвас. После этого боя Мартинес провёл 5 поединков с низкорейтинговыми боксёрами.
В 2007 году нокаутировал мексиканца Сауля Романа (27-2) тяжёлыми ударами по корпусу.

### Бой с Алексом Бунемой
В октябре 2008 года Мартинес вышел на ринг против конголезца Алекса Бунемы. Мартинес доминировал весь бой: значительная часть его атак доходил до цели. Конголезец в ответ ничего не мог сделать. В перерыве между 8-м и 9-м раундами врач осмотрел Бунему, и посоветовал прекратить бой. Аргентинец победил техническим нокаутом.

### Бой с Кермитом Синтроном
В феврале 2009 года Мартинес вышел на ринг против известного пуэрториканца и бывшего чемпиона мира в полусреднем весе Кермита Синтрона. Синтрон весь бой пытался навязать противнику обмен ударами, в то время как Мартинес пытался держаться на расстоянии. В 5-м раунде Синтрон заработал рассечение, которое было объявлено, как результат столкновения головами. В конце 7-го раунда Мартинесу удалось отправить Синтрона на пол левым прямым, и рефери сделал отмашку об окончании встречи. Однако Синтрон начал сильно протестовать, указывая на то, что якобы удар был нанесен головой, хотя в действительности это было не так. В итоге рефери продолжил встречу, отметив, что Синтрон смог подняться на счет «девять». В дальнейшем Мартинес несколько уступил инициативу, а в 12-м раунде был оштрафован за удар по затылку, что по итогам боя и стоило ему победы. По итогам 12-раундовой встречи большинством голосов судей результатом поединка была объявлена ничья: 116—110 в пользу Мартинеса и дважды 113—113.

### Бой с Полом Уильямсом I
Мартинес поднялся в средний вес и встретился со звёздным американцем Полом Уильямсом, заменив травмировавшегося в процессе подготовки к бою Келли Павлика. Оба противника побывали в 1-м раунде в нокдаунах, при этом падение Мартинеса носило скорее характер «флэша», а Уильямс был сильно потрясен. Используя замешательство оппонента, Мартинес хорошо выглядел во 2-м и 3-м раундах, но начиная с 4-й трехминутки, Уильямс взял инициативу в свои руки и выровнял ход встречи. Концовка боя прошла в острой и конкурентной борьбе. По итогам 12-ти раундов равного противостояния, судьи спорным решением большинства отдали победу Уильямсу. Один из судей поставил в пользу Уильямса счет 119—110, который не совсем соответствовал происходящему в ринге.

### Бой с Келли Павликом
В апреле 2010 года Мартинес встретился с обладателем титулов WBC и WBO в среднем весе Келли Павликом. Успех Мартинесу принесли высококачественные действия вторым номером: Павлик, с 1-го раунда боксировавший с рассечением над правым глазом, которое всё больше увеличивалось и мешало ему с течением боя, безрезультатно преследовал соперника по пятам, но в основном лишь нарывался на одиночные и многоударные атаки Серхио. В 7-м раунде Павлику удалось отправить аргентинца в лёгкий нокдаун, но тот не был потрясён, и бой продолжился с тем же рисунком. В итоге 12-раундовое противостояние завершилось судейским вердиктом в пользу Мартинеса: 115—112, 115—111 и 116—111. Мартинес стал новым чемпионом мира в среднем весе по двум версиям.

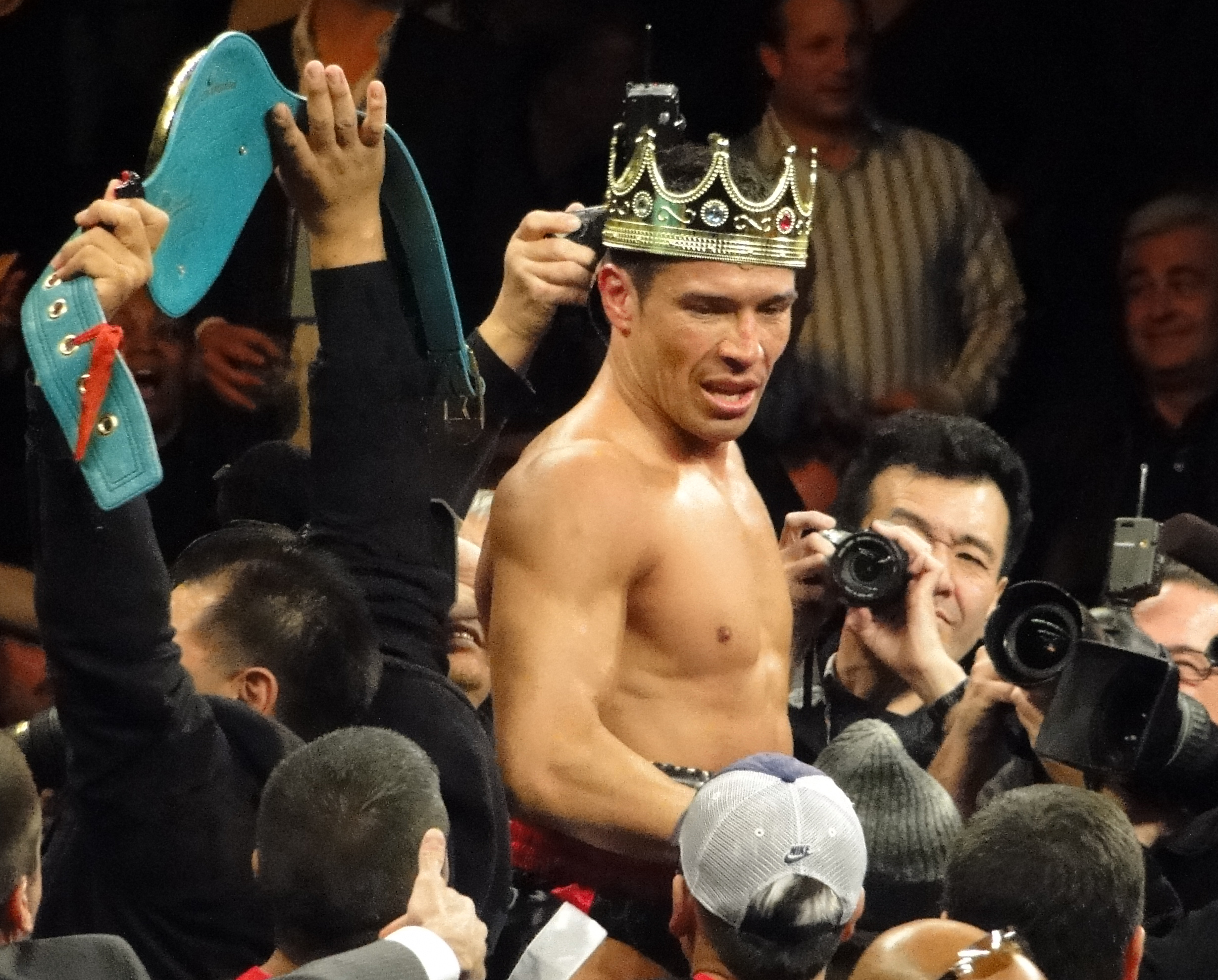
Мартинес после победы над Полом Уильямсом

### Бой с Полом Уильямсом II
В ноябре 2010 года состоялся реванш между Серхио Мартинесом и Полом Уильямсом. На кону стоял принадлежащий Мартинесу титул WBC в среднем весе. Хороший и насыщенный 1-й раунд намекал на продолжительный бой, но уже во 2-й трехминутке Мартинес нанес мощнейший удар слева в голову Уильямса, и тот оказался в глубоком нокауте. Данный нокаут получил звание «Нокаут года» по версии журнала Ринг.

### Бой с Сергеем Дзинзируком
В марте 2011 года Мартинес вышел на ринг против обладателя титула WBO в 1-м среднем весе, украинца Сергея Дзинзирука. На кону стоял вакантный диамантовый титул WBC в среднем весе. Позиционный бой начался с противостояния джебов. Сергей был аккуратнее, однако Мартинес — гораздо разнообразнее и активнее с другими ударами. «Зажатость» Дзинзирука и его скупые действия в атаке привели к тому, что практически все раунды записал себе в актив аргентинец. В 4-м раунде Сергею отсчитали флэш-нокдаун, в конце 5-го — уже вполне серьёзный нокдаун. Дзинзирук неплохо восстановился в 6-м, вырвав его за счет классной работы на контратаках, а в 7-м даже немного «посек» Мартинеса над левым глазом. На протяжении одной минуты в 8-м раунде Серхио трижды отправлял Дзинзирука на настил ударами слева. После третьего нокдауна рефери остановил бой, не начиная отсчет.

### Бой c Дарреном Баркером
В октябре 2011 года Мартинес встретился с британцем Дэрреном Баркером. Первая половина боя прошла в равной борьбе, но начиная с 7-8 раундов, Мартинес начал завладевать инициативой и в итоге нокаутировал Баркера в 11-й трехминутке, проведя два не очень точных, но сильных правых боковых в голову.

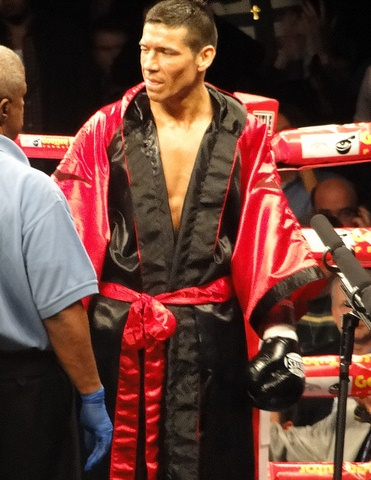
Мартинес. 2010 год.

### Бой с Мэттью Мэклином
В марте 2012 года Мартинес встретился с ещё одним британцем Мэттью Мэклином. Первая половина боя проходила в равной борьбе, Мартинес проявлял активность только по мере необходимости. В значительной мере подстегнул Серхио нокдаун в 7-м раунде, в который он отправился после точного бокового Мэклина, дополненного спотыканием самого аргентинца. Увеличив количество выбрасываемых ударов, Мартинес завладел преимуществом после случившегося, и в конце 11-го раунда его усилия воплотились в два нокдауна Мэттью, отправлявшегося на настил после левых аргентинца. В довершение ко всему, британец обзавелся рассечением, и угол не выпустил его на финальную трёхминутку.

### Бой с Хулио Сесаром Чавесом мл.
В сентябре 2012 года Мартинес встретился с чемпионом мира, мексиканцем Хулио Сесаром Чавесом-младшим. На кону стоял титул WBC в среднем весе, которого Мартинес был лишен в начале 2011 года. Аргентинский игровик легко перебоксировал зажатого и слишком инертного чемпиона в первых пяти раундах, за счет скорости и постоянной мобильности забрасывая того джебами и одиночными хуками и кроссами слева со всех углов атаки. Лишь в 6-м раунде Чавес, который уже начал кровоточить носом, несколько раз вразумительно огрызнулся, сделав этот раунд для Мартинеса не таким односторонним, как предыдущие. В 7-й трёхминутке Серхио, до того практически не вкладывавшийся в удары, кроме тех, что предназначались для области печени, попытался «поднажать» и завершить бой досрочно, но Чавес вновь проявил отличную способность держать сильный удар. Несмотря на небольшое рассечение над левым глазом и взятую паузу, 8-й и 9-й раунды также ушли в зачет претенденту. Вновь активизировавшийся Мартинес деклассировал Чавеса в 10-м раунде, пару раз рискнув даже порубиться с превосходящим габаритами соперником. Бравирующий неуязвимостью и выносливостью агрессивный Серхио в 11-м раунде пропустил несколько плюх чемпиона справа, однако в ответ вернул в несколько раз больше. В середине финального раунда заигравшийся Мартинес пропустил несколько сильнейших ударов, побывал в тяжёлом нокдауне, но все-таки сумел достоять до гонга, несмотря на мощную серию отчаянно пытавшегося добить оппонента Чавеса. Счёт на судейских карточках — 117—110 и дважды 118—109 в пользу Мартинеса, вернувшего себе пояс чемпиона, который он утратил не в ринге, а в результате решения Всемирного боксерского совета.

### Бой с Мартином Мюрреем
27 апреля в Аргентине Серхио Мартинес вышел на ринг с небитым британским боксёром, Мартином Мюрреем. Мартинес победил по очкам с небольшим преимуществом, но в 8-м раунде Мюррей смог отправить аргентинца на канвас ринга.

### Бой с Мигелем Котто
7 июня 2014 года в Нью-Йорке на арене Мэдисон-Сквер-Гарден, состоялось большое ppv-шоу, с участием Серхио Мартинеса и бывшим чемпионом мира в трёх весовых категориях, пуэрториканцем, Мигелем Котто. Поединок превзошёл все ожидания, и уже в первом раунде Котто трижды отправил чемпиона в нокдаун. Эти удары сломили Мартинеса и он так и не сумел хорошо восстановиться. Вплоть до девятого раунда Котто избивал Мартинеса, но аргентинец держался. В девятом раунде обессиленный Мартинес сумел достоять до гонга, но не вышел на 10-й раунд. Котто победил отказом от продолжения поединка, и вновь вошёл в список самых лучших боксёров вне зависимости от весовой категории. Поединок проходил в промежуточной весовой категории 159 фунтов (70,3 кг), но титулы Мартинеса стояли на кону. Котто стал новым чемпионом мира в среднем весе по версиям WBC и The Ring.

## Результаты боёв
В таблице перечислены результаты всех поединков боксёров.
В каждой строке указан результат поединка. Дополнительно номер поединка обозначен цветом, который обозначает итог поединка. Расшифровка обозначений и цветов представлена в нижеследующей таблице.
| Пример | Расшифровка                     |
| ------ | ------------------------------- |
|        | Победа                          |
|        | Ничья                           |
|        | Поражение                       |
|        | Планируемый поединок            |
|        | Поединок признан несостоявшимся |
| КО     | Нокаут                          |
| ТКО    | Технический нокаут              |
| PTS    | Решение судей (по очкам)        |
| UD     | Единогласное решение судей      |
| MD     | Решение большинства судей       |
| SD     | Раздельное решение судей        |
| RTD    | Отказ от продолжения боя        |
| DQ     | Дисквалификация                 |
| NC     | Поединок признан несостоявшимся |

| Бой | Рекорд     | Дата             | Соперник                           | Место боя               | Результат       | Дополнительно                                                                                                   |
| --- | ---------- | ---------------- | ---------------------------------- | ----------------------- | --------------- | --- |
| 56  | 51(28)-3-2 | 7 июня 2014      | Мигель Котто (38-4)                | Нью-Йорк, США           | RTD10 (12) 0:06 | Бой за титул чемпиона мира по версиям WBC и The Ring. Мартинес 3 раза в нокдауне в 1 раунде и 1 раз в 9 раунде. |
| 55  | 51(28)-2-2 | 27 апреля 2013   | Мартин Мюррей (25-0-1)             | Буэнос-Айрес, Аргентина | UD (12)         | Бой за титул чемпиона мира по версиям WBC и The Ring.                                                           |
| 54  | 50(28)-2-2 | 15 сентября 2012 | Хулио Сесар Чавес-младший (46-0-1) | Лас-Вегас, США          | UD (12)         | Бой за титул чемпиона мира по версиям WBC и The Ring.                                                           |
| 53  | 49(28)-2-2 | 17 марта 2012    | Мэтью Макклин (28-3)               | Нью-Йорк, США           | RTD11 (12) 3:00 | Бой за титул бриллиантового чемпиона мира по версии WBC и титул The Ring.                                       |
| 52  | 48(27)-2-2 | 1 октября 2011   | Даррен Баркер (23-0)               | Атлантик-Сити, США      | KO11 (12) 1:29  | Бой за титул бриллиантового чемпиона мира по версии WBC и титул The Ring.                                       |
| 51  | 47(26)-2-2 | 12 марта 2011    | Сергей Дзинзирук (37-0)            | Машантакет, США         | TKO8 (12) 1:43  | Бой за вакантный титул бриллиантового чемпиона мира по версии WBC и титул The Ring.                             |
| 50  | 46(25)-2-2 | 20 ноября 2010   | Пол Уильямс (39-1)                 | Атлантик-Сити, США      | KO2 (12) 1:10   | Бой за титул чемпиона мира по версии The Ring и WBC, 1-я защита Мартинеса.                                      |
| 49  | 45(24)-2-2 | 17 апреля 2010   | Келли Павлик (36-1)                | Атлантик-Сити, США      | UD (12)         | Бой за титул чемпиона мира по версии WBC, The Ring и WBO, 1-я защита Павлика.                                   |
| 48  | 44(24)-2-2 | 5 декабря 2009   | Пол Уильямс (37-1)                 | Атлантик-Сити, США      | MD (12)         | |
| 47  | 44(24)-1-2 | 14 февраля 2009  | Кермит Синтрон (30-2)              | Санрайз (Флорида), США  | MD (12)         | Бой за титул временного чемпиона мира по версии WBC.                                                            |
| 46  | 44(24)-1-1 | 4 сентября 2008  | Алекс Бунема (30-5-2)              | Темекула, США           | RTD8 (12) 3:00  | Бой за титул временного чемпиона мира по версии WBC.                                                            |
| 45  | 43(23)-1-1 | 7 июня 2008      | Аршак Тармелкистян (16-6)          | Анкасвилл, США          | TKO7 (10) 2:14  | |
| Бой | Рекорд     | Дата             | Соперник                           | Место боя               | Результат       | Дополнительно                                                                                                   |